# Ferenc Sas
Ferenc Sas, nato Ferenc Sohn e noto in Argentina come Francisco Sohn (Budapest, 16 agosto 1915 – Buenos Aires, 3 settembre 1988), è stato un calciatore ungherese, di ruolo attaccante.